# Natação nos Jogos Pan-Americanos de 1999 - 100 m borboleta masculino
O evento dos 100 m borboleta masculino nos Jogos Pan-Americanos de 1999 foi realizado em Winnipeg, Canadá, em 3 de agosto de 1999. O último campeão dos Jogos Pan-Americanos foi Mark Henderson, dos Estados Unidos.
Essa corrida consistiu em duas voltas em nado borboleta em piscina olímpica.

## Resultados
Todos os tempos estão em minutos e segundos.
| CHAVE: | q | Mais rápidos não-classificados | Q | Classificados | GR | Recorde dos jogos | NR | Recorde nacional | PB | Melhor marca pessoal | SB | Melhor marca na temporada |

### Eliminatórias
A primeira fase foi realizada em 5 de agosto.
| Posição | Nome              | Nação              | Tempo | Notas |
| ------- | ----------------- | ------------------ | ----- | ----- |
| 1       | Francisco Sánchez | VEN Venezuela      | 53.63 | Q     |
| 2       | -                 | -                  | -     | Q     |
| 3       | -                 | -                  | -     | Q     |
| 4       | -                 | -                  | -     | Q     |
| 5       | -                 | -                  | -     | Q     |
| 6       | -                 | -                  | -     | Q     |
| 7       | -                 | -                  | -     | Q     |
| 8       | -                 | -                  | -     | Q     |
| 11      | Jarod Schroeder   | USA Estados Unidos | 55.89 |       |
| 17      | Sabir Muhammad    | USA Estados Unidos | 57.20 |       |

### Final B
A final B foi realizada em 3 de agosto.
| Posição | Nome               | Nação              | Tempo | Notas |
| ------- | ------------------ | ------------------ | ----- | ----- |
| 9       | Oswaldo Quevedo    | VEN Venezuela      | 54.62 |       |
| 10      | Jarod Schroeder    | USA Estados Unidos | 55.11 |       |
| 11      | Gabriel Mangabeira | BRA Brasil         | 55.81 |       |
| 12      | Stephen Fahy       | BER Bermudas       | 56.41 |       |
| 13      | Sabir Muhammad     | USA Estados Unidos | 56.41 |       |
| 14      | Ruben Piñeda       | ESA El Salvador    | 56.68 |       |
| 15      | Roberto Delgado    | ECU Equador        | 56.89 |       |
| 16      | Nicholas Rees      | BAH Bahamas        | 57.07 |       |

### Final A
A final A foi realizada em 3 de agosto.
| Posição           | Nome              | Nação          | Tempo | Notas |
| ----------------- | ----------------- | -------------- | ----- | ----- |
| Medalha de ouro   | Francisco Sánchez | VEN Venezuela  | 53.33 | GR    |
| Medalha de prata  | Shamek Pietucha   | CAN Canadá     | 53.40 |       |
| Medalha de bronze | José Meolans      | ARG Argentina  | 54.03 |       |
| 4                 | Jesus González    | MEX México     | 54.68 |       |
| 5                 | Yohan García      | CUB Cuba       | 54.85 |       |
| 6                 | Andrew Livingston | PUR Porto Rico | 54.97 |       |
| 7                 | Collin Sood       | CAN Canadá     | 55.12 |       |
| 8                 | Pablo Abal        | ARG Argentina  | 55.27 |       |